# Culex atracus
Culex atracus är en tvåvingeart som beskrevs av Donald Henry Colless 1960. Culex atracus ingår i släktet Culex och familjen stickmyggor. Inga underarter finns listade i Catalogue of Life.